# Umbra (Turma da Mônica Jovem)
Umbra (também estilizado como UMBRA) é um arco de histórias dos gêneros terror, suspense e aventura da primeira série de Turma da Mônica Jovem, com roteiro de Emerson Abreu. Lançado em setembro de 2014, o arco de três edições, compõe a primeira temporada da Supersaga do Fim do Mundo.

## Sinopses

### Umbra
Uma simples viagem ao interior para a Festa da Jumenta Voadora se transforma numa aventura arrepiante! A galera do Limoeiro vai precisar superar seus medos, enfrentar fantasmas e desvendar um grande mistério…

### Umbra: Mistério Revelado?
O que é a Chave de Ossos? Com quem o Cebola estava conversando na floresta? Quem será capaz de derrotar os Filhos de UMBRA? Venha conosco desvendar esses e muitos outros mistérios… e descobrir como é a vida após a morte…

### Umbra: A Última Batalha
O ritual está prestes a acontecer e um novo inimigo surgirá para espalhar o terror, caos e morte pelo mundo… Não perca, na próxima edição, a batalha mais épica de toda a história da Turma da Mônica Jovem!

## Personagens

### Principais
- Cebola
- Mônica
- Magali
- Cascão
- Denise
- Berenice
- Filhos de Umbra
- Xavecão

### Secundários
- Quim
- Madame Creuzodete
- Menina do Lago
- Zé Beto[b]
- Crispiano[c]

## Visão geral da saga

### Lançamento
| Volume | Título                    | Edição | Mês de Lançamento | Ref.  |
| ------ | ------------------------- | ------ | ----------------- | ----- |
| 1      | Umbra                     | 74     | Setembro de 2014  | [ 1 ] |
| 2      | Umbra: Mistério Revelado? | 75     | Outubro de 2014   | [ 2 ] |
| 3      | Umbra: A Última Batalha   | 76     | Novembro de 2014  | [ 3 ] |

## Republicação
Em março de 2020, foi lançada pela Panini a republicação original da saga Umbra, compactando as três edições em um único volume. O lançamento faz parte da republicação das edições da primeira série de Turma da Mônica Jovem em ordem cronológica, similar aos omnibus americanos ou os tankobons japoneses. Em agosto de 2020, foi novamente republicada pela Panini, dessa vez em um formato de luxo.
| Volume         | Título | Edições Originais | Lançamento | Ref. |
| -------------- | ------ | ----------------- | ---------- | ---- |
| 34             | Umbra  | 74, 75 e 76       | 16/03/2020 |      |
| Edição de luxo | Umbra  | 74, 75 e 76       | 24/08/2020 |      |